# ヒーローインタビュー
ヒーローインタビューとは、団体スポーツにおいて、試合で活躍し勝利に貢献した選手に対して試合終了後に会場で行うインタビューのことである。
当該試合の放送権を持つ放送局が実施する「フラッシュインタビュー」の一種として実施されている。

## 概要

### 歴史
ヒーローインタビューを最初に始めたのは日本ハムファイターズ（当時の本拠地は後楽園球場）であり、前年まで親会社が変わっても使われ続けた「フライヤーズ」から「ファイターズ」に名前が変わった1974年のことである。
その背景には当時黒い霧事件などの影響でパ・リーグ全体の観客動員が低下しており、そんな中で観客席を盛り上げるため新たな親会社日本ハムがファンサービスの一環として始めたものであった。これは試合で勝利した後、球団職員がインタビュアーとなって選手1人を呼び出しインタビューを行うものであったが、あまり定着せず早々と終わった。
だが、そのヒーローインタビューがメディアに着目され、1970年代後半に試合の中継を担当した放送局のアナウンサーがインタビュアーとなる現在の形が出来上がった。そしてこれがプロ野球、さらにスポーツ界全体に広がっていった。

### 基本的なスタイル

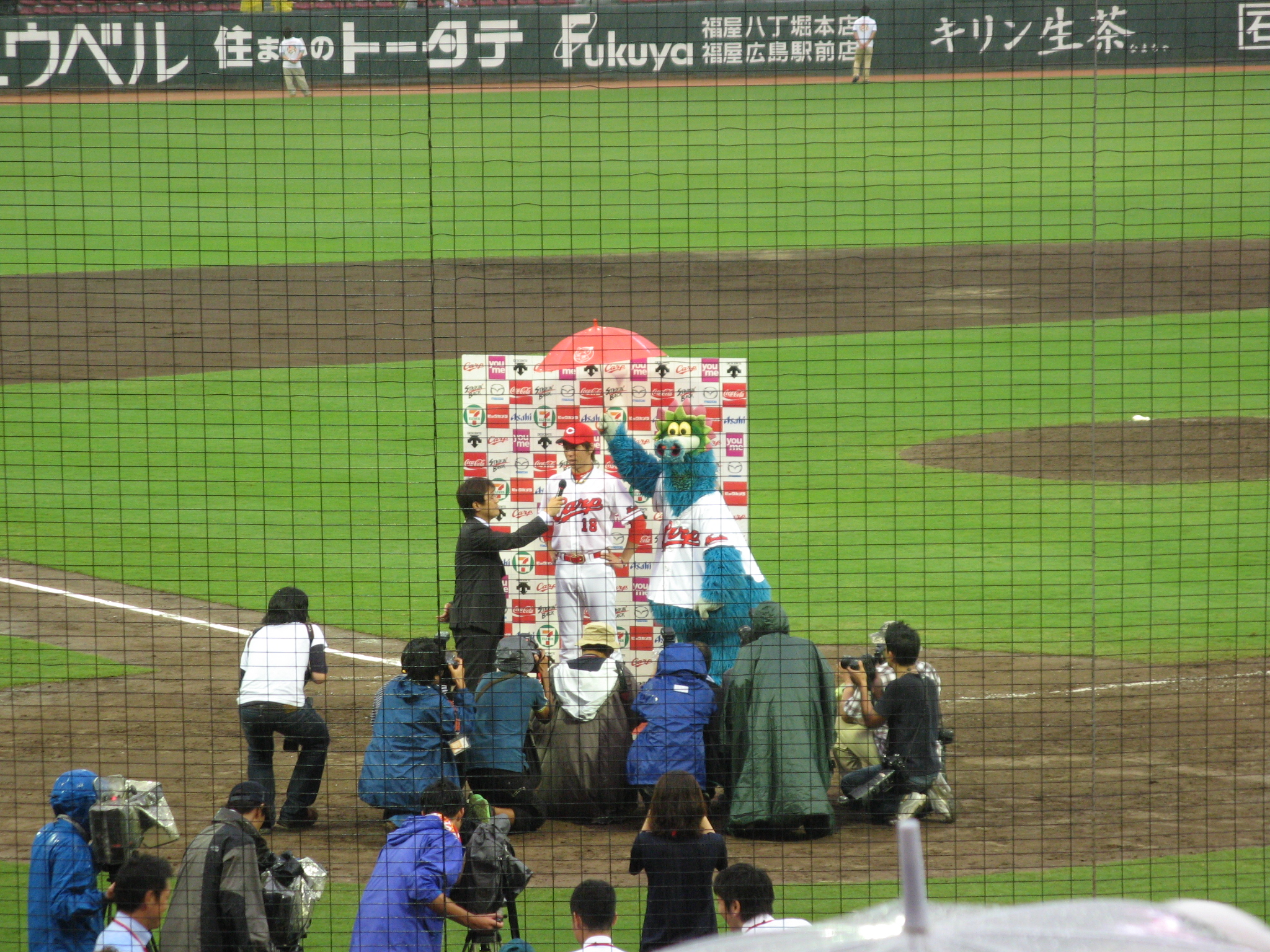
ヒーローインタビューを受ける前田健太（2011年）

試合終了後、その試合の勝利に貢献した選手をチームやメディアが1、2名選んで行う。例えば野球の場合、決勝打を打った、あるいは最も多く打点を挙げた選手や、勝利投手などが選ばれる。ホームチームが勝利した場合のインタビューでは特に近年のプロ野球においてはサヨナラゲームを除き2、3名呼ばれることが多く、極稀に大人数が呼ばれることもある。Bリーグでもホームチーム勝利では2人呼ばれる場合が多い。アウェー（ビジター）チームが勝利した場合、2人以上呼ばれることは基本的にない。複数名の場合、一人ずつインタビューを行う。マン・オブ・ザ・マッチ（当該試合の最優秀選手賞）が設けられている場合はその選手が対象となり表彰式と併せて実施されることが多い。選手によってはインタビューを受けるのみならず様々なパフォーマンスを披露することもある。優勝決定戦や国際試合などでは勝利監督インタビューも合わせて行う。

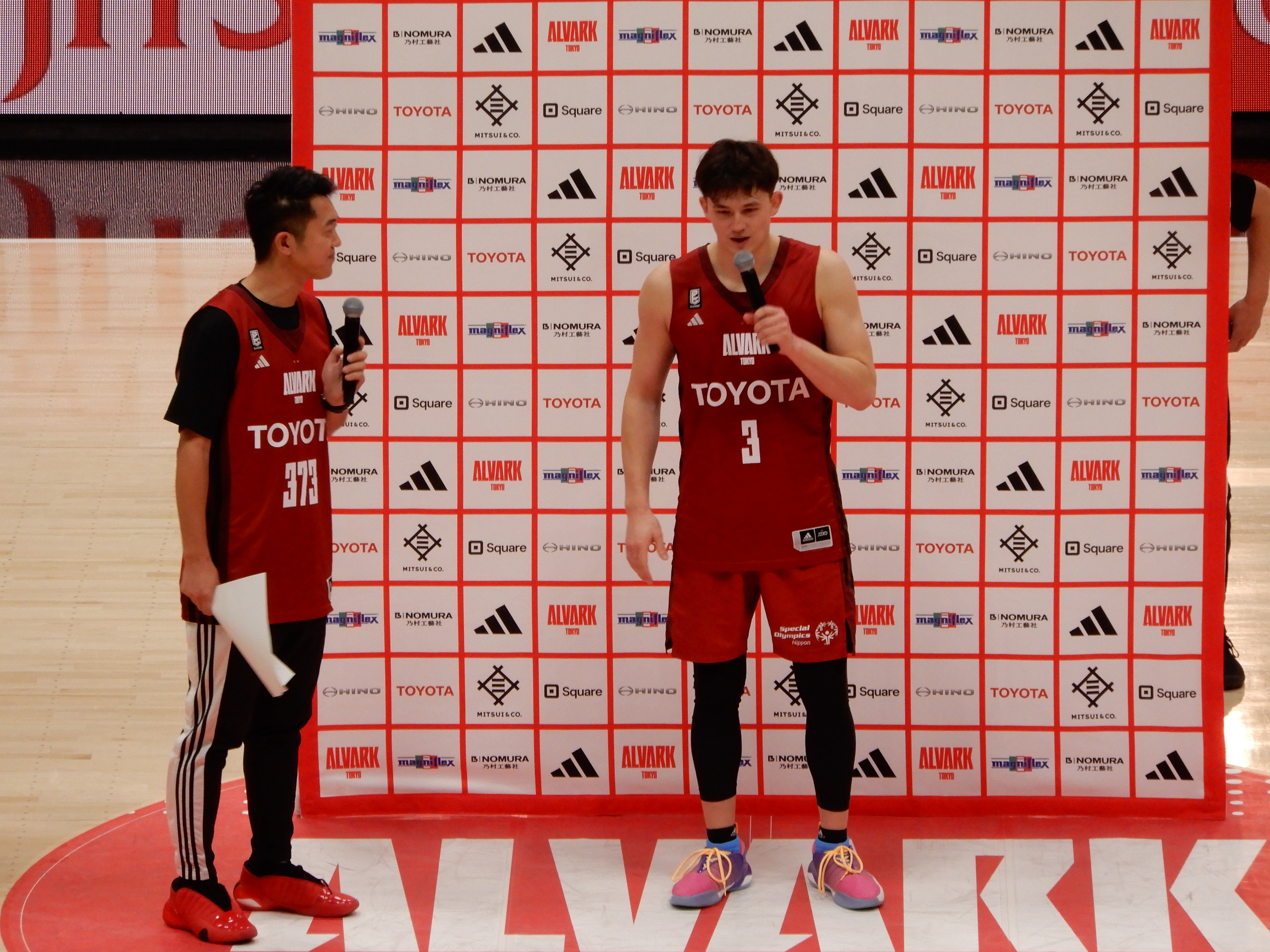
Bリーグのヒーローインタビュー（テーブス海・2024年）

ヒーローインタビューは勝利チーム側のベンチや応援席のファンが多くいる前、野球では当該チームの内野スタンド前（読売ジャイアンツの東京ドームや広島東洋カープの旧広島市民球場・マツダスタジアムでの開催ではホームベース付近、北海道日本ハムファイターズのエスコンフィールドHOKKAIDOでは二塁ベース付近。いずれもホームチーム勝利時）、サッカーではメインスタンド前（横浜F・マリノスの日産スタジアム・ニッパツ三ツ沢球技場での開催では2016年まではゴール裏だった）、バスケットボールではセンターサークルで通常行われる。スポンサーロゴが描かれたインタビューボードが付いた可搬式・全高50センチメートル程度の小型ステージ上でインタビューを受けることから「お立ち台に立つ」という表現が使われることが多い。ただし、お立ち台があるのは原則としてホームチームの選手がインタビューを受ける場合のみであり、また地方開催ではホームチームであってもチームや開催地によってはお立ち台がない場合もあり、さらにBリーグでは大半でステージがなくインタビューボードもあるチームとないチームに分かれるが、お立ち台がない場合も含め、ヒーローインタビューを受けること自体を指して「お立ち台（に立つ）」と称することも多い。
基本的には試合を中継したテレビ・ラジオ局の共同インタビューとして同じヒーローインタビューを流しており（ただし主に地上波民放テレビでは放送時間の都合により実況アナウンサーが「インタビューの途中ですが…」と言い音声を切り替えて飛び降りる場合もある）、インタビュアーは通常、それらの局のアナウンサー（主にレポーター）から代表して担当する（プロ野球では主にその日の地上波テレビ中継を行う放送局の担当アナウンサーが多い。Jリーグでは公式ブロードキャスター向け中継のレポーターを出す）が、プロ野球では読売ジャイアンツ・阪神タイガースなど球団によってベンチレポーターとは別のアナウンサーを出すこともある。また、チームによってはスタジアム（アリーナ）DJがインタビュアーを担当する場合もある。外国人選手の通訳は所属チームの専属が務める。Bリーグでは当初会場向けと公式ブロードキャスター向けで別々に行っていた（基本的に前者はアリーナMC、後者は番組契約リポーターがそれぞれ担当）。J1リーグでも地上波などで並行して中継される試合において、別々にインタビューが行われる場合もある（この場合、一方はスタンド前、もう一方はフラッシュインタビューゾーンでインタビューを行う）。また、横浜DeNAベイスターズは横浜スタジアム正面カウンター前広場（通称YYパーク）にて「第二ヒーローインタビュー」の名でメディア向けとは別のインタビューを行っている。
なお、インタビューを始める際に「放送席、放送席」と連呼するが、これは中継放送中にインタビューを挿入するための各局音声スタッフに向けての合図であり、1回目で音量を調節し、2回目で確認を行っていたためである（1回目は音声スタッフのみが聞くことができた）。現在ではインタビュー前に音声側の準備も進めているため、必ずしも連呼することはなくなっている。一方で、「放送席、放送席、そして○○ファンの皆様」（○の中には勝利チーム名が入る）などと観客及び視聴者に向けても呼びかける場合もある。北海道日本ハムファイターズでは放送席といわず「＜主催球場＞にお越しのファイターズファンの皆様、そして北海道・全国のファイターズファンの皆様」などの文句から始まる（北海道コンサドーレ札幌のホームゲームにおいてヒーローインタビューを担当するSTVアナウンサーの文句もほぼ同じである）。また、横浜DeNAベイスターズでは（インタビュアーにもよるが）さらにシンプルに「お待たせいたしました」の文句から始まることが多い。

### 演出
中日ドラゴンズ・北海道日本ハムファイターズ・福岡ソフトバンクホークスの場合はインタビューされる選手をウグイス嬢又はスタジアムDJがコールし、選手が使っている登場曲でお立ち台へ向かう。また、読売ジャイアンツは東京ドームの主管試合に限って、「ヒーローカー」と呼ばれるリリーフカーに似た車両に選手が乗り込み球場を一周しながらお立ち台へ向かう。阪神タイガースは阪神甲子園球場の照明塔が演出機能の付いたLEDに転換された2022年以後、ファンサービスの一環としてヒーローの登場前に照明演出や、選手入場のカウントダウンなどを行うようになった。

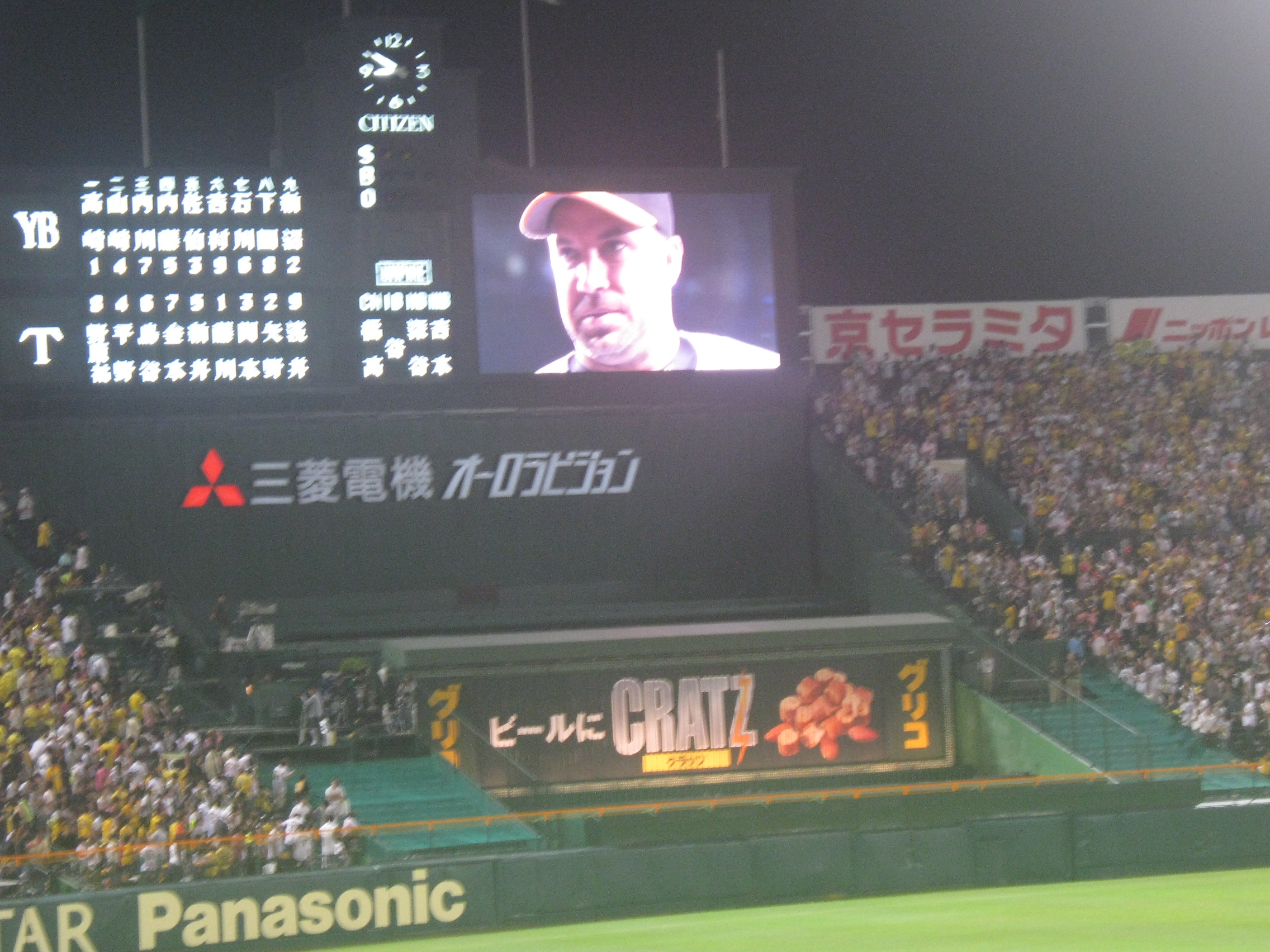
ヒーローインタビューの模様を映す阪神甲子園球場のオーロラビジョン

大型映像装置（オーロラビジョンなど）を完備している会場ではインタビューの様子が映されることが多い。
2005年頃からは、ホームチームが勝利した場合に球団マスコットのぬいぐるみなどを付けたマイクをヒーローインタビューに使用している球団も出てきている。また、現在ではお立ち台にチアリーダーやマスコット が整列してインタビューを盛り上げる事もある。さらに、中日ドラゴンズや東京ヴェルディのように抽選で選ばれた観客に対して、インタビューを間近で楽しんでもらい記念撮影もするというファンサービスを施すチームもある。北海道日本ハムファイターズは札幌ドームの主管試合に限って、2015年のオーロラビジョンリニューアル後、2018年までヒーローインタビュー専用のステージカーが登場していた（東京ドームほかの地方開催は、従来と同じくスポンサーパネルを設置したものだけ）。

### ホーム・アウェーでの差異
アウェー（ビジター）チームが勝利した際、ヒーローインタビューは場内放送がない場合がある。この場合、インタビューの内容はテレビ・ラジオの放送でしか聞くことはできない。また、フィールド上ではなくミックスゾーンなどで行う場合もある。

#### プロ野球

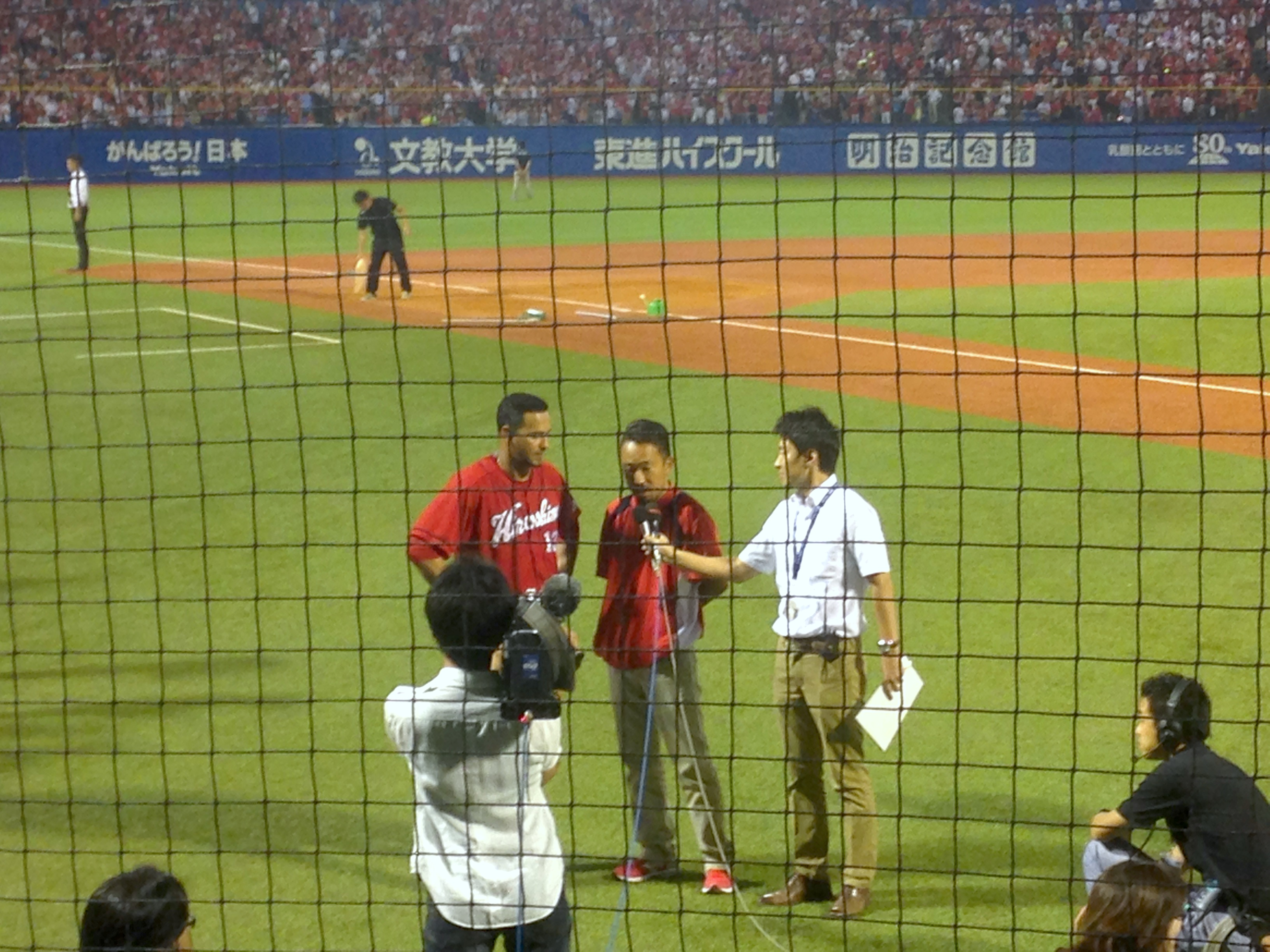
ビジターでのヒーローインタビュー

2002年頃にパ・リーグの試合でビジターチームのヒーローインタビューを流すようになった。一時期、日本ハム、ロッテ、ソフトバンクの3球団はホームチームのファンへの配慮からビジターチームのヒーローインタビューの場内放送を原則として取りやめていたが、現在では全てのパ・リーグ球団の主催試合にてビジターチームのヒーローインタビューが場内に流れている。
セ・リーグでもパ・リーグに追随する形でビジターチームへのヒーローインタビューを場内に流すようになり、2015年までにはホームチームのファン比率が高い阪神・広島を除く4球団がビジターチームへのヒーローインタビューを場内に流していた。残る阪神も2023年開幕時より、広島も同年5月26日より、それぞれ主催試合でビジターチームのヒーローインタビューを場内へ流すようになった（これ以前にも2012年シーズンは実施していた）。ビジターチームへのヒーローインタビューは、インタビューボードの設置はないほか、ベンチ前（主に3塁側）で行われている。
なお、球場によってはホームの時に比べて音量を抑えたり、ビジョンにインタビューの様子を映し出さないなど、ホームチームのファンに対し一定の配慮をしている場合もある。
日本シリーズについては、ペナントレースより以前からビジターのインタビューも場内に流している。また、各試合とも勝利チームのヒーローに加え、勝利監督者へのインタビューも行われる（通常監督インタビューはレギュラーシーズン、クライマックスシリーズの優勝時以外は、観客には公開せず、テレビ・ラジオ用にベンチ裏で完全パッケージメディア形式による撮って出しを行うのが基本路線である）。
かつてビジターチームへのインタビューを流さなかった球場であっても、ビジターチームがその試合を以って優勝を達成した場合や勝利したビジターチームに属する選手がその試合で大記録を達成した場合などで、例外的にヒーローインタビューを場内に流したこともあった。
- 中日の立浪和義が自身のプロ1年目と開場1年目が重なる（巨人の本拠地）東京ドームで2000本安打を達成した2003年7月5日、山本昌・大塚晶文のリレーで中日が勝利した事もあり、ドーム側の配慮で[注釈 12] ドーム全体に聞こえるヒーローインタビューが行われた。
- 楽天の田中将大が2年目の2008年5月4日、当時の日本ハムの本拠地であった札幌ドームでプロ初勝利を挙げた際、当時はビジターのインタビューは場内に流していなかったが、田中が高校時代を北海道（駒大苫小牧高校）で過ごした選手であったこともあり、ドーム全体に聞こえるヒーローインタビューが行われた。

#### Jリーグ
基本的にアウェーチームのヒーローインタビューは場内には流れないが、2003年のJ2神奈川ダービーの試合においては、アウェーのヒーローインタビューも場内に流されたことがある。

### 行われない場合
ヒーローインタビューは、以下の場合には原則として行われない。
- その試合が引き分けの場合[注釈 13][注釈 14]。
- ダブルヘッダー第1試合[注釈 15]。
- リーグ戦・クライマックスシリーズにおける優勝チーム決定時は監督インタビューを優先させ、選手インタビューはほとんどのケースで行わない[注釈 16]。
- 試合終了後にイベントが予定されている場合[注釈 17]。
- 降雨コールドゲーム等、何らかのアクシデントで試合が打ち切られた場合および試合は最後まで行われても試合中大きなアクシデントや事故があった場合[注釈 18]。
- 試合終了後、試合結果に対してファンが騒ぎを起こしたりした場合[注釈 19]。
- 球場設備が整っていない場合[注釈 20]や音響設備の故障[10]。
- 次の会場への移動時間が迫っている場合[注釈 21]。
- 放送局の都合によりインタビュアーが不在の場合[注釈 22]。

## 勝利者インタビュー
個人競技の勝者に行うものは「勝利者インタビュー」と呼ばれる。勝利者インタビューは表彰式と併せて行うことが多く、競技によっては表彰台でインタビューする場合もある（F1など）。
プロボクシングでは主にメインイベント（全日本新人王決定戦、3150FIGHTでは全試合）においてリング上で勝利者インタビューを行うが、タイトルマッチで引き分けに終わった場合でも、チャンピオンの防衛となるため勝利者に準じた扱いでインタビューは行う。一方、計量で失格になりタイトルあるいは挑戦権を剥奪されるも試合に勝利した場合、インタビューは行われない。インタビュアーは中継番組のリポーター、あるいはリングアナウンサーが担当する。加えて、世界タイトルマッチで早いラウンドでKO勝利を上げるなど放送時間に余裕がある場合は、実況席に招いて、あるいは控え室と中継を繋いで実況担当アナウンサーと談話を交わすこともある。トップランクがプロモートに関与する興行（Prime Video Boxingなど）の場合、ESPNの中継を通じたアメリカの視聴者へ向けたものとして、日本人選手の勝利者インタビューも英語通訳付きで行っている（英語圏外の外国人選手の場合、その選手の母国語通訳も加わる）。
テニスの国際大会ではまずコート上において会場向けに開催地の公用語で（通訳を介して）勝利者インタビューを受け、その後にコートの裏でメディア向けに今度は母国語でインタビューを受ける。

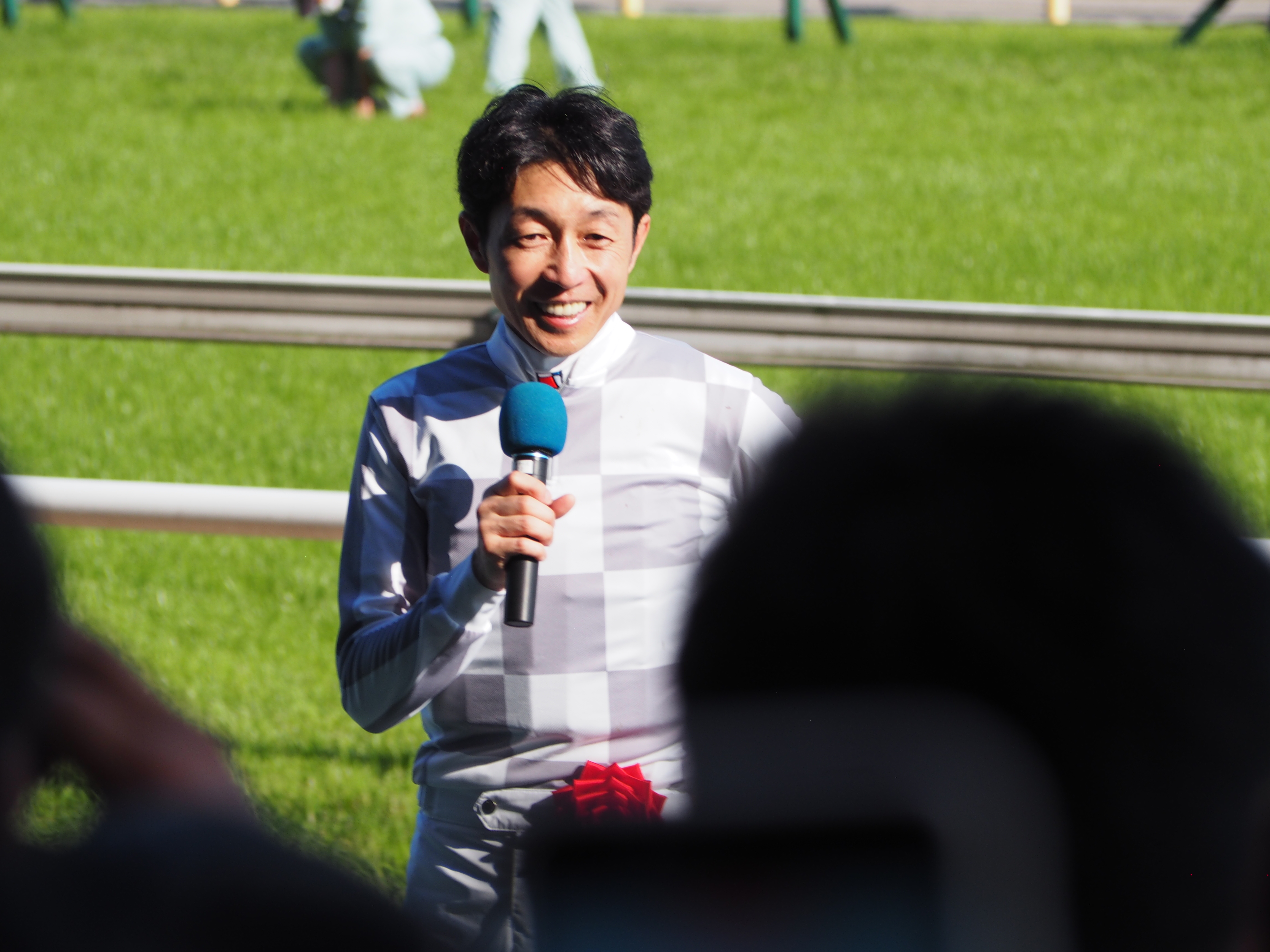
勝利ジョッキーインタビューを受ける武豊（第89回東京優駿より）

中央競馬では「勝利ジョッキーインタビュー」として重賞競走が実施される場合に行われるが、地上波でのテレビ中継の放送時間を踏まえた検量室でのテレビ用のものと、グリーンチャンネル・BS11などで使うJRA公式映像、並びに会場のファンに向けて、ウィナーズサークル（GIクラスは芝馬場）で開催する一般公開用の2回行われる。なお、宝塚記念と有馬記念など一部では、表彰式典の前座にウィナーズサークルで優勝騎手の公開インタビューが実施され、これは地上波でも放送されている。
日本国内の主要マラソン大会では上記の勝利者インタビューに加え、（特にオリンピックなどの国際大会選考レースを兼ねる場合）日本人最高位の選手に対してもインタビューを行う。ただし、放送上の都合により後者のみとなる場合もある。放送時間に余裕がある場合、もう1人上位（大抵は2番手）の日本選手に対してもインタビューを行うこともある。また、ゴール付近に放送用ブースがある大会では、日本選手最高位を放送席に呼び実況アナウンサーらと談話を交わす場合もある（日本選手優勝の場合は表彰ステージでインタビューを受けた後に放送席に呼ぶ）。なお、MGCシリーズが開始されてからは、MGC出場権を獲得した選手に対しても時間が許す限りインタビューを行っている。
日本陸上競技選手権大会では各種目の優勝者が決勝終了直後にNHKのアナウンサーからインタビューを受けるが、オリンピック選考会を兼ねる場合は参加標準記録を満たして出場が内定あるいは濃厚とされる選手のみ受ける。なお、派遣設定記録が新設された2013年からはこの記録を期間中に満たして規定順位以内に入れば内定が得られるため、その際にインタビューを受ける場合もあり、同年の男子100mでは優勝した山縣亮太に加え2位ながら派遣設定記録を既に突破していた桐生祥秀もインタビューを受けた。
日本選手権水泳競技大会では国際大会選考レースを兼ねる種目において優勝者に加えて出場内定を獲得した選手がNHKのアナウンサーからインタビューを受ける。
大相撲では通常は横綱・大関に勝利した関脇以下の力士が、NHKのアナウンサーからインタビューを受け、千秋楽では優勝（幕内最高優勝のほか、十両以下各段優勝）・三賞受賞力士も受ける（新入幕力士が幕内初勝利を挙げた時や今場所における幕内の勝ち越し第1号でも受ける場合あり）。優勝力士の場合は「優勝インタビュー」という。幕内優勝インタビューは以前は他と同様控え室で受けていたためテレビ・ラジオでしか聞けなかったが、現在では表彰式の賜杯授与の直後に土俵下で公開されている（千秋楽前日までに優勝が決まった場合は、これまでどおり控え室で受けている。この場合でも千秋楽の表彰式の際には、土俵下で改めてインタビューが行われる）。珍しい例では、千代の富士貢が1,000勝を達成した際にインタビューを受け放送された。

## その他
女子の場合は「ヒロインインタビュー」となるのだが、女子の団体プロスポーツが多くないことと語呂の悪さもあり一般的な呼称とはなっていない。女子のスポーツ大会にもかかわらず、インタビュアーが「それではヒーローインタビューです。」と言ってしまう事例も存在する。2015年まで日本女子プロ野球機構において公式には「シンデレラインタビュー」と呼んでいたが、2016年以降は「ヒロインインタビュー」に統一された。
阪神甲子園球場で開かれる高校野球全国大会では1回戦から準決勝までは、テレビ放送、及び新聞マスコミ用のみに球場内の通路に設えたインタビュールームを使い、勝利監督はNHKの、勝利チームの殊勲者1・2名は民間放送（選抜高等学校野球大会は毎日放送、全国高等学校野球選手権大会は朝日放送）のアナウンサーが行い、放送においてもNHKは監督、民放は殊勲者のインタビューのみを放送する（放送されなかった側の局はアナウンサーが談話を代読する）。準決勝のみ、NHKは勝利監督のインタビュー後に選手のインタビューをし、民放は選手のインタビュー後に勝利監督のインタビューをする。ただし決勝戦はこの体裁をそのまま生かした形で、場内ベンチ前にて公開共同インタビュー（式次第は優勝監督 → 優勝チームの殊勲者若干名）で行われる。
全国高等学校サッカー選手権大会では勝利校へのインタビューは全部の試合とも放送のほか、会場の場内放送にもそのまま流れる。準々決勝まではその試合でベンチレポートを担当した共同制作43社のアナウンサーの代表（大抵は地元の参加局のアナウンサー）、準決勝以後はベンチ・応援席レポーターとは別のアナウンサーが進行する（ただし録画中継である場合は、PK戦にもつれた時、放送時間の都合で一部編集・割愛する場合がある）。
全国高等学校ラグビーフットボール大会では勝利校へのインタビューはMBS、J SPORTSそれぞれ分かれて行う。MBSは会場で場内放送にも流れるインタビューを行うが、J SPORTSはインタビュールームにて、当日最終戦を除き後続試合ハーフタイムに行われる。決勝はMBS・J SPORTS共同で行う。
駅伝では優勝チームインタビューとして、アンカーのみならず全走者のうちインタビューまでにゴールに到着した選手（アンカーの1区前走者がいない場合が多い）、それに監督も加えてインタビューを受ける（都道府県対抗駅伝ではアンカーと監督のみ）。また放送によっては各区の区間賞獲得者へもインタビューが行われる。
2010年代以後ヒーロー、あるいは優勝者はその勝者インタビューの前後に、テレビカメラのレンズに向かって（高価なレンズ自体へ直接サインを行うのはまれで、レンズの保護フィルターやレンズ前にアクリル板を設置しそこへサインを行う場合が多い）自らのサインを添える行為 も多くみられている（元々は1990年代よりテニスで広まっていたパフォーマンス）。
日本国外では試合後に場内に聞こえるような形で、試合の殊勲者に対するインタビューを行う例はあまり見られないが、MLBやNFLではホームチームが勝利した試合後に日本のヒーローインタビュー同様のスタイルで試合の殊勲者にインタビューする球団がいくつか見受けられる。
通常はインタビュアーが持つハンドマイクを競技者に向けてインタビューを行うが、2020年以降は新型コロナウイルス感染防止の観点からインタビュアーのフィールドへの立ち入りを制限するなど双方の距離を極力長く確保し、競技者にも別にマイクを用意する施策を採っている。そのため、インタビュアーが画面に全く映らずインタビューが終わるケースが多くなった。また、インタビュアーをフィールドに入れず、代わりに実況席あるいは番組進行スタジオと中継を繋いでインタビューを行う場合もある。